# Sonia Denoncourt
Sonia Denoncourt (Sherbrooke, 25 de junho de 1964) é uma ex-árbitra de futebol canadense. Foi a primeira árbitra da história a ser filiada à FIFA.

## Carreira
Denoncourt se tornou o primeira árbitra filiada à FIFA, em 1994. Ela apitou as Copa do Mundo de Futebol Feminino de 1995, 1999 e 2003, bem como os torneios olímpicos de futebol feminino de Futebol nos Jogos Olímpicos.
No Brasil, Sonia apitou uma partida do Campeonato Paulista de 1997, entre Palmeiras e São José.
Sonia anunciou sua aposentadoria em 6 de junho de 2004.